# Night of the Zoopocalypse
Night of the Zoopocalypse  (bra: Zoopocalipse - Uma Aventura Animal ; prt: Zoopocalipse) (originalmente intitulado Night of the Zoombies) é um filme de comédia de terror sobrenatural animado canadense-francês-belga de 2025, dirigido por Rodrigo Perez-Castro e Ricardo Curtis, escrito por James Kee e o produtor Steven Hoban. A data de lançamento na França pela Apollo Films é 29 de janeiro de 2025, no Brasil pela Diamond Films em 25 de setembro de 2025.

## Sinopse
Quando um meteorito cai no zoológico de Colepepper e espalha um vírus que transforma todos os animais em zumbis, uma loba chamada Gracie obriga Dan, um puma, a ser seu guarda-costas e ajudá-la a encontrar sua alcateia. Juntos, embarcam em uma jornada cheia de aventuras para tentar salvar os animais infectados.

## Elenco
- Gabbi Kosmidis como Gracie, uma jovem loba que é sobrecarregada pela vida no zoológico e a líder de fato dos sobreviventes.
- David Harbour como Dan, um leão da montanha rude que está determinado a retornar à vida selvagem, o que o afasta lentamente de Gracie e dos outros. Ele é temporariamente infectado pelos mutantes.